# Hol

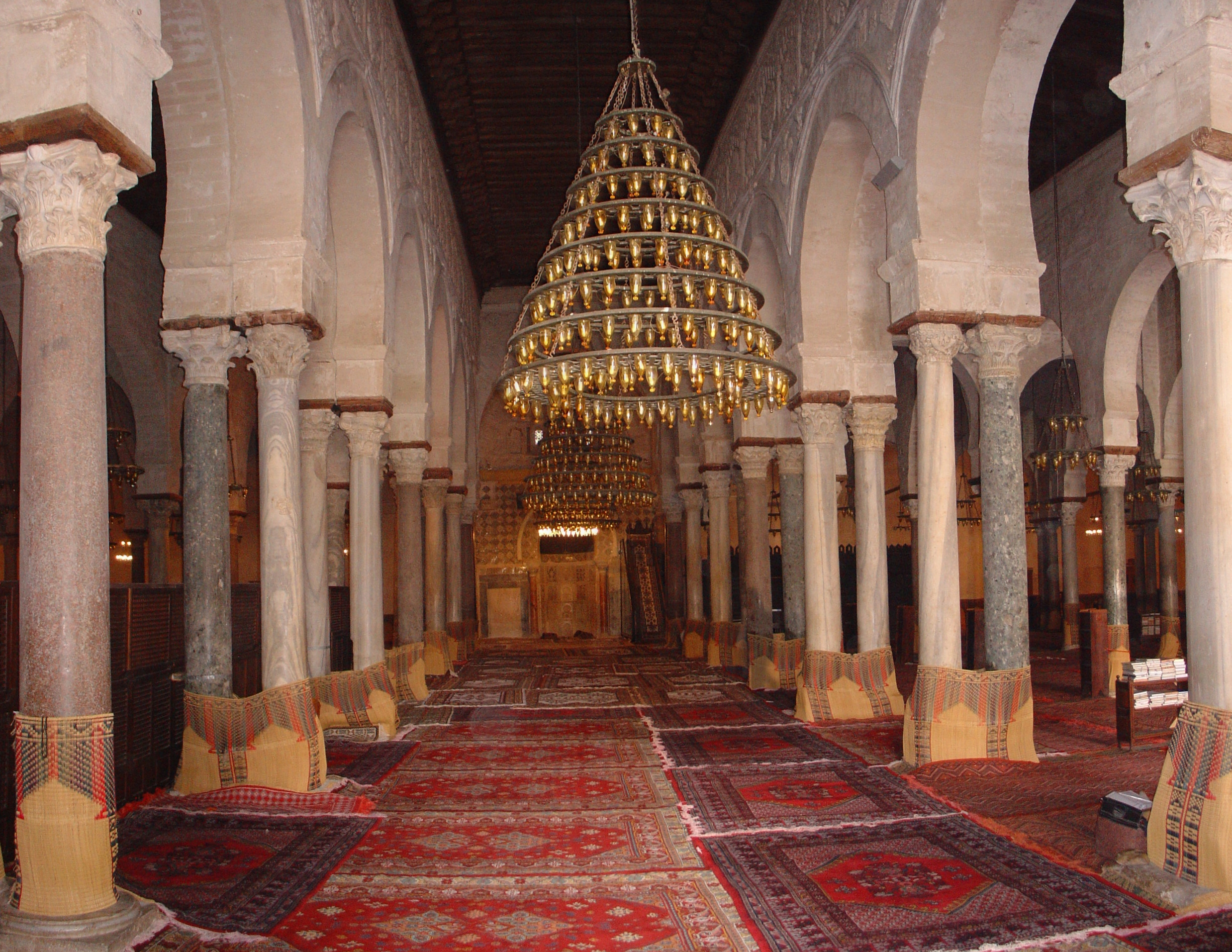
Prayer hall of the Moschea Uqba, Kairouan, Tunisia

Holul (din franceză și engleză hall) este o încăpere de trecere care face legătura între intrare și celelalte camere ale apartamentului, clădirii. 